# Rhegmoclema halteratum
Rhegmoclema halteratum är en tvåvingeart som först beskrevs av Johann Wilhelm Meigen 1838.  Rhegmoclema halteratum ingår i släktet Rhegmoclema och familjen dyngmyggor. Inga underarter finns listade i Catalogue of Life.